# 沙沟镇 (枣庄市)
沙沟镇，是中华人民共和国山東省枣庄市薛城区下辖的一个乡镇级行政单位。

## 行政区划
沙沟镇下辖以下地区：
郭洼村、西杨庄村、狄庄村、潘庄村、董庄村、殷庄村、曹沃村、西界沟村、庞庄村、戚庄村、古庄村、黄楼村、杜塘村、黎旭村、班井村、茶棚村、张庄村、岩湖村、城子村、楼沃村、圩子村、郑关庄村、小营村、东杨庄村、李店村、关阁村、龚庄村、大沃村、南常西村、南常东村、埠上村、北常村、东界沟村、沙沟西村和沙沟东村。